# 列斯科夫島
56°40′S 028°10′W / 56.667°S 28.167°W

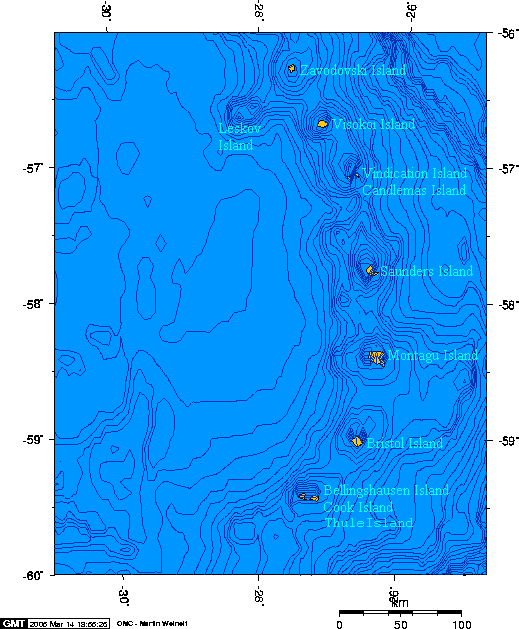

列斯科夫島是大西洋的島嶼，屬於特拉韋賽群島的一部分，位於維索科伊島以西48公里，面積0.4平方公里，海拔高度190米，該島在1819年被俄羅斯水手發現，島上無人居住。

## 外部連結
- volcano.und.edu （页面存档备份，存于）